# Arrondissement Vesoul
Vesoul is een arrondissement van het Franse departement Haute-Saône in de regio Bourgogne-Franche-Comté. De onderprefectuur is Vesoul.

## Kantons
Het arrondissement was tot 2014  samengesteld uit de volgende kantons:
- Kanton Amance
- Kanton Autrey-lès-Gray
- Kanton Champlitte
- Kanton Combeaufontaine
- Kanton Dampierre-sur-Salon
- Kanton Fresne-Saint-Mamès
- Kanton Gray
- Kanton Gy
- Kanton Jussey
- Kanton Marnay
- Kanton Montbozon
- Kanton Noroy-le-Bourg
- Kanton Pesmes
- Kanton Port-sur-Saône
- Kanton Rioz
- Kanton Scey-sur-Saône-et-Saint-Albin
- Kanton Vesoul-Est
- Kanton Vesoul-Ouest
- Kanton Vitrey-sur-Mance

Na de herindeling van de kantons bij decreet van 17 februari 2015, met uitwerking op 22 maart 2015, omvat het arrondissement volgende kantons:
- Kanton Dampierre-sur-Salon
- Kanton Gray
- Kanton Jussey (deel 58/65)
- Kanton Marnay
- Kanton Port-sur-Saône (deel 30/46)
- Kanton Rioz
- Kanton Scey-sur-Saône-et-Saint-Albin
- Kanton Vesoul-1
- Kanton Vesoul-2
- Kanton Villersexel (deel 16/47)